# Christoph Ehrenreich von der Trenck
Christoph Ehrenreich von der Trenck (* 7. April 1677 in Aken; † 14. Mai 1740 in Königsberg) war ein preußischer Generalmajor, Ritter des Ordens Pour le Mérite sowie Landeshauptmann und Erbherr auf Groß-Scharlack, Schackulack und Meicken. Er ist Begründer der preußischen Linie derer von der Trenck.

## Leben

### Herkunft
Er war der Sohn des kurbrandenburgischen Rittmeisters Christian Albrecht von der Treck († Januar 1708) und dessen Ehefrau Katharina, geborene Bronsart aus dem Hause Garbeningken (* 1638). Sein Vater war Herr auf Scharlack.

### Militärkarriere
Trenck wurde 1700 als Gefreitenkorporal im damaligen Dragonerregiment „Markgraf Albrecht“ angestellt. Er nahm während des Feldzuges 1702/13 gegen Frankreich an den Schlachten bei Oudenaarde sowie Malplaquet teil und stieg bis zum Stabsrittmeister auf. Im weiteren Verlauf seiner Militärkarriere wurde Trenck am 26. Februar 1728 zum Kommandeur des Regiments „von Waldow“ zu Pferde ernannt. Am 19. Juli 1736 folgte seine Beförderung zum Oberst.
Wegen Insubordination verurteilte man Trenck am 18. Februar 1737 zu 1½ Jahren Festungshaft. König Friedrich Wilhelm I. erließ ihm jedoch bereits wenige Tage später diese Strafe. Gesundheitsbedingt dimittierte Trenck am 2. August 1739 als Generalmajor.

### Familie
Trenck verheiratete sich am 3. Februar 1724 in Königsberg mit Maria Charlotte von Derschau aus dem Hause Woningkeim (* 12. Juli 1707 in Königsberg; † 25. Dezember 1753). Sie war Tochter des Hofgerichtspräsidenten Albrecht Friedrich von Derschau (1674–1743). Aus der Ehe gingen vier Söhne und zwei Töchter hervor, darunter:
- Friedrich Wilhelm (1727–1794) ⚭ 1765 Maria Elisabeth Franziska Gabriele de Broe zu Diepenbendt (* 28. März 1740; † 12. Januar 1802)
- Ludwig Ehrenreich (* 14. August 1729; † um 1783), Gut Meicken in Ostpreußen ⚭ 1751 Marie Karoline von Quoos (* 30. August 1732; † 4. September 1809)
- Karl Albrecht (* 24. August 1730; † 1809) ⚭ 1756 Juliane von Taube (* 1735; † 15. April 1797)
- Dorothea Charlotte ⚭ 1747 von Meyerentz
- Hennriette Albertine (* 20. Februar 1728; † 1760)

⚭ Karl Ludwig von Waldow (1721–1754), Sohn von Arnold Christoph von Waldow
⚭ Adolf Friedrich Siegesmund von Pape (* 1725; † 27. Oktober 1789), Oberst und Kommandeur des Dragoner-Regiments Nr. 4
Nach dem Tod ihres Mannes heiratete Maria Charlotte von Derschau den Oberstleutnant Karl de l’Ostange, einen Sohn des Generals Graf Charles de l’Ostange.